# Чукотско море
Чуко̀тско море (на руски: Чукотское море; на английски: Chukchi Sea) е периферно море на Северения Ледовит океан.
Разположено е край североизточните брегове на Азия и северозападните брегове на Северна Америка. Мие северните брегове на полуостров Чукотка и северозападните брегове на Аляска. На запад чрез протока Лонг се свързва с Източносибирско море, на юг чрез Беринговия проток – с Берингово море. Северната граница с Арктическия басейн и източната с море Бофорт (по меридиана на нос Бароу) са условни и не са изразени морфоложки. В тези му граници, то има площ от 582 хил.km2 (по други данни - 587,1 хил.km2) и обем от 45,4 хил.km3. Средна дълбочина 77 m, максимална 1256 m – в северната му част.

## Географска характеристика

### Брегове, заливи, острови, речен приток
В Чукотско море се вливат множество реки, по-големи от които са Амгуема, Кобук, Ноатак. В него са разположи островите Врангел, Хералд, Колючин и др. Бреговата му линия е слабо разчленена, като има няколко по-големи залива: Коцебу, Колючинска губа. Бреговете му са предимно планински, но на много места по крайбрежието има обширни лагуни, отделени от морето с дълги пясъчни коси. 

### Релеф на дъното
Чукотско море е разположено в пределите на континенталния шелф. Изобатите 10 и 25 преминават близо до брега и по принцип следват очертанията на бреговата линия. 56% от площта на дъното се заема от дълбочини под 50 m, 6% – под 100 m. На север дълбочините нарастват до 200 и повече (максимална 1256 m). Континенталният шелф се пресича от 2 подводни каньона: Хералд (приблизително по 175°з.д.) и Бароу (паралелно на крайбрежието на Аляска). В северната му част са разположени няколко възвишения. Голяма част от дъното е покрита с тънък слой рядка тиня, пясък и чакъл.

### Климат и хидроложки показатели
Разположението на Чукотско море между Азия и Северна Америка и между двата океана – Северния Ледовит и Тихия определят особеностите на неговия климат и хидроложки режим. Над 70 денонощия, започвайки от средата на ноември, продължава полярната нощ, а от средата на май в продължение на 86 денонощия – полярният ден.

### Климат
Зимно време преобладават северните ветрове, които са особено устойчиви в южната му част и особено в Беринговия проток. Средната скорост на вятъра е 6,2 м/сек. Средна януарска температура от –21 °C до –27 °C (минимум –47 °C). През лятото в южните му части преобладават южните, а в северните части – слаби ветрове с променливи направления.  Средна юлска температура от 2,5 °C до 5,5 °C (максимум 25 °C, минимум –6 °C).

### Температура на водата и ледови явления
Температурата на водата през лятото е от 4 °C на запад, 6 °C в централните части и до 10 – 12 °C на юг. Зимата температура на водата от повърхността до дъното слабо се променя от –1,6 °C до –1,8 °C, а солеността от 32,5‰ до 33,5‰. В края на октомври или началото на ноември морето напълно замръзва, а разрушаването на ледената покривка започва в края на май или началото на юни. През лятото идващото от Беринговия проток топло течение разделя ледената покривка на 2 отделни масива – Чукотски и Врангелски. Южната част на Чукотско море става достъпна за корабоплаване обикновено през втората половина на юли, като най-трудните условия за корабите създават ледовете в протока Лонг.

### Морски течения и вълнения
Системата от постоянни течения и дрейфа на ледовете са обусловени от притока чрез Беринговия проток на около 30 хил.km3 относително солени води, доставяни от течението идващо от Берингово море. В Чукотско море тези води се разделят на 3 клона – Аляскинско, Хералдовско и Лонговско, разпространяващи се съответно покрай бреговете на Аляска на североизток, източно от остров Хералд на север и в протока Лонг на северозапад. През лятото това течение е топло с температура на водата до 12 °C, а през зимата до –1,8 °C. Като цяло за една година то пренася около 27×1015 ккал топлина и способства за разтопяването на 1/3 от ледовете в Чукотско море. Покрай бреговете на полуостров Чукотка през лятото възниква, а през есента и зимата постоянно съществува, студеното Чукотско течение, носещо на югоизток към Берингово море студени през лятото и относително топли през зимата (температура около –1,6 °C) слабосолени води от Източносибирско море. През зимата това течение изнася от Чукотско в Берингово море повърхностни води и ледове, образувайки т.нар. полярно течение. Колебанието на водното ниво в резултат от ветровете достига до 1,4 m, а при нос Бароу – до 3 m. При щормови ветрове в свободните от ледове райони на морето се развиват ветрови вълни с височина до 6,5 m.

### Речен приток, соленост, температура на водата, приливи и отливи
Приливите в Чукотско море са правилни полуденонощни с амплитуда до 0,9 m. Пресните води постъпващи в морето са малко и слабо влияят на водния му баланс и циркулацията на водите. Речният приток съставлява около 78 km3, валежите 275 mm, а изпарението 119 mm годишно. Незначителният слой на оттока (13 см) е една от причините за това, че повърхностните води на Чукотско море се отличават от другите арктически морета (освен Баренцево, Гренландско и Норвежко) с повишена соленост – от 30 до 32‰ (край бреговете 24 – 27‰).

## Стопанско значение
Животински свят в Чукотско море се характеризира със смесени форми, характерни за Северния Ледовит и Тихия океан: китове, тюлени, моржове, бели мечки. Има голямо рибно разнообразие. През лятото бреговете му изобилстват от патки, гъски, чайки и други морски птици.
Чукотско море служи като свързващо звено между пристанищата на Далечния изток, устията на сибирските реки и европейската част на Русия, а също между тихоокеанските пристанища на Канада и САЩ с устието на река Маккензи. Коренното население, обитаващо бреговете на морето, е заето с еленовъдство, търговия с ценни животински кожи и морска дейност.

## История на изследванията
Началото на усвояването на морето започва през първата половина на ХVІІ век от руските първопроходци, които първи плават покрай бреговете му между устията на големите реки. През 1648 г. Семьон Дежньов заедно със своите сподвижници пръв плава от устието на Колима на изток през Беринговия проток до устието на Анадир. През август 1728 г. датският мореплавател на руска служба Витус Беринг преминава от юг на север през Беринговия проток и втори след Семьон Дежньов плава във водите на Чукотско море. През август и септември 1778 г. великият английски мореплавател Джеймс Кук по време на третата си и последна експедиция открива югоизточните брегове на морето до нос Айси Кейп и изследва част от Чукотското крайбрежие. През 1816 г. руският мореплавател от естонски произход Ото Коцебу изследва американското крайбрежие на Чукотско море и открива големия залив Коцебу. През 1823 г. руският географ Фьодор Матюшкин детайлно изследва и топографски заснема Чукотското крайбрежие на морето. През 1849 г. ирландският хидрограф Хенри Келет извършва хидрографски изследвания в района и в западната част на Чукотско море открива остров Хералд.